# Alexander Hughes
Alexander Hughes (2 tháng 7 năm 1907 - tháng 8 năm 1977) là một cầu thủ bóng đá chuyên nghiệp người Anh thi đấu ở vị trí hậu vệ. Sinh ra ở Hetton-le-Hole, County Durham, ông thi đấu ở Scotland cho Heart of Midlothian trước khi gia nhập đội bóng Football League Second Division Burnley vào tháng 8 năm 1931. Trước đó là cầu thủ dự bị, Hughes có màn ra mắt đội một cho Burnley ngày 21 tháng 11 năm 1931 trong thất bại 0-5 trước Leeds United tại Turf Moor. Sau đó ông trải qua 4 tháng không thi đấu và trở lại trước  Bradford City và Bristol City vào tháng 3 năm 1932. Hughes thi đấu toàn bộ mùa giải 1932-33 ở đội dự bị trước khi Burnley để sang Accrington Stanley vào tháng 8 năm 1933. Ông có một mùa giải tại Peel Park, nhưng không được ra sân cho Accrington và rời đi năm sau đó.